# Alan McManus
Alan McManus (n. 21 ianuarie 1971, Glasgow, Scoția, Regatul Unit) este un jucător scoțian de snooker. 
McManus a fost semifinalist al campionatului mondial de trei ori, în 1992, 1993 și 2016, iar cea mai bună clasare din cariera sa a fost poziția a 6-a mondială. A câștigat două turnee de-a lungul anilor.  